# Бизено, Корнелис
Корнелис Бенджамин Биезено (нем. Cornelis Benjamin Biezeno, 2 марта 1888 года, Делфт — 5 сентября 1975 года, Вагенинген) — голландский учёный в области прикладной математики и инженерной механики. Преподаватель высшей школы. Профессор Делфтского технического университета.

## Биография
Бизено изучал машиностроение с 1904 по 1909 год (окончил с отличием) в Делфтском техническом университете. Впоследствии он был преподавателем сначала машиностроения, а затем математики в Делфте. В 1914 году он стал профессором механики в Делфте. С 1937 по 1938 год и с 1949 по 1951 год он был ректором-великолепом Делфтского технического университета.
Его книга Technische Dynamik, написанная совместно с Ричардом Граммелем, была стандартным справочником в свою эпоху. Биезено был одним из организаторов первого Международного конгресса прикладной механики, состоявшегося в Делфте в 1924 году.
Среди его докторантов — Уорнер Т. Койтер и Адриан ван Вейнгаарден. Биезено получил почетные докторские степени от Гентского университета, Амстердамского университета и Свободного университета Брюсселя. В 1939 году он был избран членом Королевской нидерландской академии искусств и наук.[2] В 1960 году он получил медаль Тимошенко вместе с Ричардом Граммелем.